# Paweł Nowisz

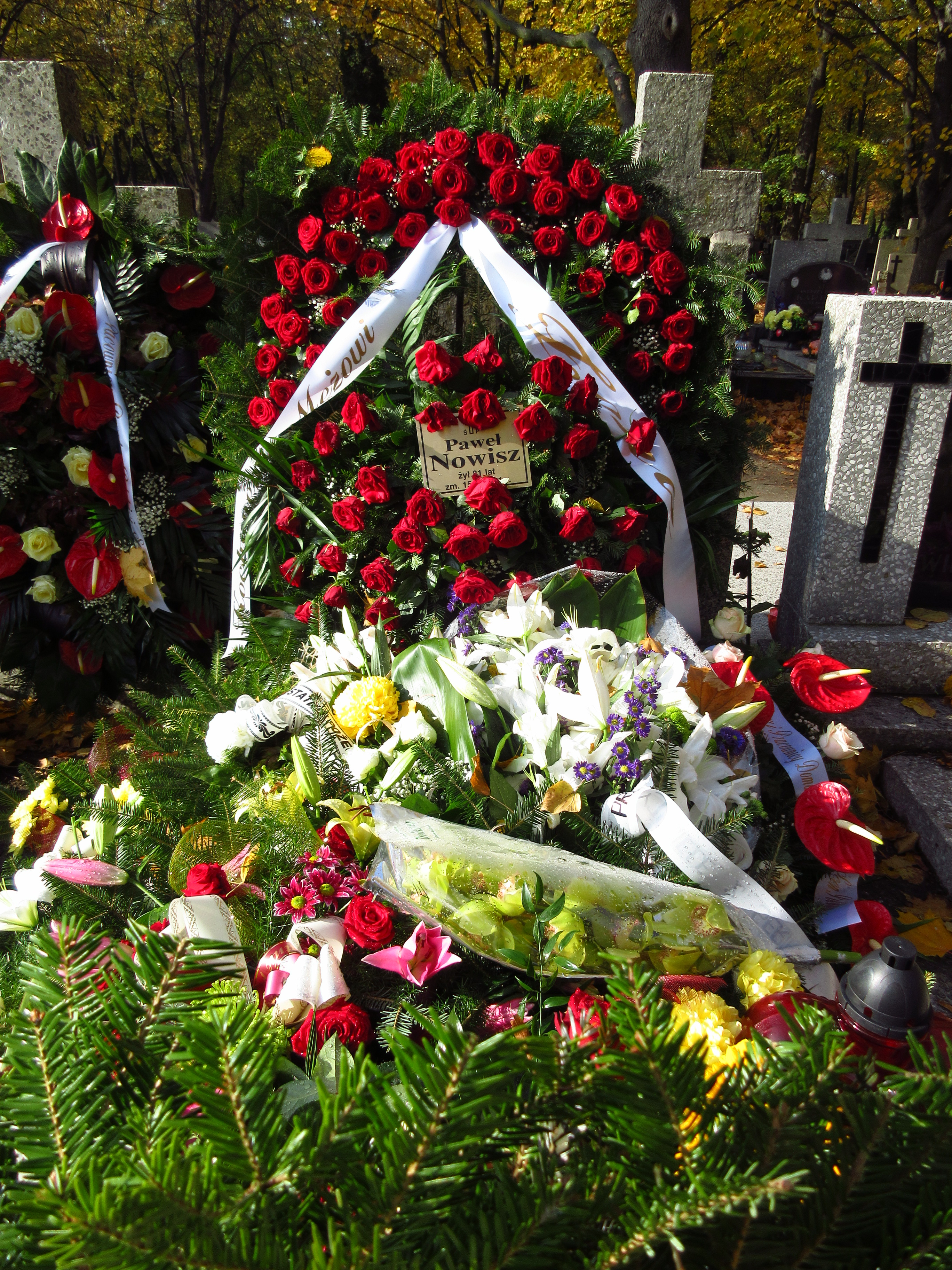
Grób Pawła Nowisza na cmentarzu Bródnowskim (24 października 2021)

Paweł Kazimierz Nowisz (ur. 15 stycznia 1940 w Warszawie, zm. 15 października 2021 w Piasecznie) – polski aktor.

## Życiorys
Absolwent VI Liceum Ogólnokształcącego im. Tadeusza Reytana w Warszawie (1959). W 1963 roku ukończył studia na Wydziale Lalkarskim PWST w Krakowie, a rok później, w 1964 roku, na Wydziale Aktorskim tejże szkoły.
Jego debiut teatralny nastąpił 10 września 1964 roku. W 1966 roku otrzymał nagrodę dla młodego aktora za rolę Księdza w „Dziadach” na VI Kaliskich Spotkaniach Teatralnych. W roku 1972 otrzymał lubelską nagrodę Srebrna Maska. W 1974 roku otrzymał dwie nagrody: Nagrodę Artystyczną Wojewody Lubelskiego i nagrodę Wojewódzkiej Rady Narodowej w Lublinie.
Jego żoną była aktorka Wanda Wieszczycka-Nowisz.
Występował w teatrach:
- Polskim w Bielsku-Białej (1964–67),
- Śląskim im. Stanisława Wyspiańskiego w Katowicach (1967–68),
- im. Juliusza Osterwy w Lublinie (1970–75),
- Współczesnym we Wrocławiu (1975–79),
- im. Stefana Jaracza w Łodzi (1979–81),
- Narodowym w Warszawie (1981–85),
- Nowym w Warszawie (1985–93),
- Rozmaitości w Warszawie (1991),
- Teatr im. Aleksandra Fredry w Gnieźnie (1992),
- Szwedzka 2/4 w Warszawie (1994),
- Na Woli w Warszawie (1995–98),
- Współczesnym w Warszawie (1995, 2002),
- Muzycznym w Lublinie (2002).

Zmarł w Piasecznie i został pochowany na cmentarzu Bródnowskim w Warszawie (kwatera 114F-5-30).

## Filmografia
- 1977 – Wodzirej jako ekspedient w sklepie z telewizorami
- 1977 – Żołnierze wolności jako Władysław Gomułka
- 1977 – Indeks. Życie i twórczość Józefa M. jako węglarz „Kyzioł”
- 1979 – Kung-fu jako Karwas
- 1982 – Wyłap jako doktorant Rysio
- 1983 – Alternatywy 4 jako sprzedawca zabezpieczeń do drzwi (odc. 4)
- 1984 – Pan na Żuławach jako towarzysz Kowalczyk (odc. 7-8)
- 1984 – Siedem życzeń jako dozorca, przyjaciel Rosolaka (odc. 4)
- 1985 – Jezioro Bodeńskie jako żandarm niemiecki
- 1986 – Zmiennicy jako dyrektor FSO (odc. 1)
- 1986 – Rykowisko jako sierżant Józef Malec
- 1987 – Rzeka kłamstwa jako ogrodnik Sarzak
- 1987 – Co to konia obchodzi? jako kierowca ciężarówki
- 1988 – Królewskie sny jako Jan Strasz z Białaczowa
- 1988 –  Mistrz i Małgorzata jako księgowy teatru „Variete” (odc. 2)
- 1989 – Powrót wabiszczura jako Chincol
- 1989 – Galimatias, czyli kogel-mogel II jako Józef Goździk
- 1991 – Rozmowy kontrolowane jako członek patrolu ORMO
- 1991 – Cynga jako funkcjonariusz NKWD przesłuchujący Andrzeja
- 1991 – Panny i wdowy jako oficer rosyjski (odc. 1)
- 1992 – Kuchnia polska jako Władysław Gomułka (odc. 4)
- 1993 – Czterdziestolatek. 20 lat później jako Stasiek
- 1994 – Bank nie z tej ziemi jako woźnica (odc. 9)
- 1996 – Pułkownik Kwiatkowski jako major, przełożony Kwiatkowskiego
- 1997 – Bernard i Bianka w krainie kangurów jako Krebbs (głos, drugi polski dubbing)[4]
- 1997 – Kiler jako pan Waldek na Cargo
- 1998 – Miodowe lata jako wujek Leon (odc. 8, 13)
- 1999 – Fuks jako ochroniarz w ministerstwie
- 2000 – Chłopaki nie płaczą jako dziekan Zajączek
- 2000–2003, 2008–2009 – M jak miłość jako Marian Kalisiak
- 2001 – Pieniądze to nie wszystko jako współwłaściciel „Krewetki”
- 2003 – Świat według Kiepskich jako Malinowski (odc. 152)
- 2004 – Kryminalni jako saper Zygmunt Walkiewicz (odc. 5)
- 2005 – Dom niespokojnej starości jako Marian Szumilas
- 2006 – Job, czyli ostatnia szara komórka jako instruktor jazdy
- 2006 – Ranczo jako przechodzień krytykujący wójta
- 2007 – Ryś jako wicemarszałek Sejmu RP Kaflowaty
- 2007 – Mamuśki jako gospodarz (odc. 28)
- 2009 – Złoty środek jako urzędnik Krawczyk
- 2009 – Janosik. Prawdziwa historia jako ksiądz (głos, polski dubbing)[5]
- 2009 – Naznaczony jako trener Irek (odc. 9)
- 2010 – Prymas w Komańczy (Scena Faktu) jako Władysław Gomułka
- 2010 – Różyczka jako Władysław Gomułka
- 2010–2021 – Barwy szczęścia jako Fryderyk Struzik
- 2013 – Prawo Agaty jako sędzia
- 2013–2015, 2017 – Blondynka jako Jan Matwiejczuk
- 2017 – Cicha noc jako dziadek
- 2019 – Miszmasz, czyli kogel-mogel 3 jako Józef Goździk
- 2022 – Koniec świata, czyli kogel-mogel 4 jako Józef Goździk